# Bunia (genus)
Bunia is een geslacht van wantsen uit de familie van de Tingidae (Netwantsen). Het geslacht werd voor het eerst wetenschappelijk beschreven door Schouteden in 1955.

## Soorten
Het genus bevat de volgende soorten:

- Bunia halleriae (Duarte Rodrigues, 1982)
- Bunia ituriensis Schouteden, 1955
- Bunia malagasy Duarte Rodrigues, 1992
- Bunia milleri (Drake, 1954)
- Bunia pugnana (Drake, 1954)
- Bunia ralla (Drake, 1963)